# O-Zone
Gli O-Zone sono un gruppo musicale moldavo fondato nel 1999 e composto da Dan Bălan, Radu Sîrbu e Arsenie Todiraș. 
Hanno composto canzoni in rumeno e in inglese, di cui la più famosa è Dragostea din tei, tormentone estivo del 2004. Sono considerati una delle più popolari boyband europee di quel periodo proprio grazie al loro tormentone, diventato anche virale su internet.

## Storia
Il gruppo è inizialmente formato da due membri: Dan Bălan e Petru Jelihovski. I primi due album del duo, Dar, unde ești (1999) e Number One (2002), vengono registrati insieme alla madre del primo. Successivamente, Jelihovski lascia il gruppo e il fondatore e leader Bălan trova tramite un casting due nuovi componenti: Arsenie Todiraș e Radu Sîrbu.
Con la nuova formazione incidono nuovamente alcuni vecchi brani, come Dar, unde ești o Oriunde ai fi e lanciano il loro nuovo album, DiscO-Zone, che esce nel 2003. Il più noto e venduto singolo dell'album è Dragostea din tei, diventato celebre in Europa nell'estate 2004 e finita al primo posto delle classifiche di una trentina di paesi divenendo conosciutissima in tutto il continente. Oltre alla sopracitata, canzoni scritte dal gruppo nella nuova formazione sono, tra le altre, Despre tine, De ce plâng chitarele (scritta riadattando un testo del compositore moldavo Mihail Dolgan), Sarbatorea nopților de vara e Numai tu.
Il 13 gennaio 2005 viene dichiarato ufficialmente lo scioglimento del gruppo, per il desiderio dei tre membri di dedicarsi a propri percorsi musicali solisti oltre che discussioni finanziarie come la controversia sui crediti di Dragostea din tei tra Bălan e Bogdan Popoiag, risolta poi in tribunale. Il loro ultimo concerto si tiene nell'autunno di quell'anno durante il festival musicale rumeno Cervo d'oro.
Ognuno per la propria strada: Arsenie Todiraș, con il nome di Arsenium entra nella classifica dei singoli tedesca con Love me, love me e rappresenta la Moldavia all'Eurovision Song Contest 2006. Nel 2007 il primo artefice del gruppo, Dan Bălan, trasferitosi a Los Angeles dopo aver tentato di portare negli Stati Uniti le sonorità delle canzoni degli O-Zone, assume lo pseudonimo di Crazy Loop, pubblicando l'album The Power of Shower. Pubblicherà anche una versione inglese di Dragostea din tei chiamata Ma-Ya-Hi, ma ebbe poco successo. Radu invece collabora ad alcuni singoli con diversi disc jockey rumeni.
Il 9 maggio 2017 i membri del gruppo hanno tenuto due concerti a Chișinău e a Bucarest, rimettendo così in attività la band dopo una pausa di dodici anni. Da quel momento i membri hanno avuto riunioni occasionali per concerti ed esibizioni promozionali mentre non pubblicano più musica ad eccezione di Lay Down, singolo in collaborazione tra Radu ed Arsenie. Nel 2024 annunciano una tournée estiva per gli anni successivi.

## Discografia

### Album in studio
- 1999 – Dar, unde ești
- 2002 – Number 1
- 2003 – DiscO-Zone

### Singoli
- 2002 – Numai tu
- 2002 – Despre tine
- 2003 – Dragostea din tei
- 2004 – De ce plâng chitarele

## Formazione

### Ultima
- Dan Bălan – voce (1999-2005; 2017-presente)
- Arsenie Todiraș – voce (2002-2005; 2017-presente)
- Radu Sârbu – voce (2002-2005; 2017-presente)

### Ex componenti
- Petru Jelihovski – voce (1999-2002)